# North Baltimore (Ohio)
Pour les articles homonymes, voir North Baltimore.
North Baltimore est un village américain situé dans le comté de Wood, dans l'Ohio. Selon le recensement de 2010, sa population est de 3 432 habitants.